# Mark Tonderai
Mark Tonderai est un réalisateur, acteur et scénariste britannique.

## Filmographie

### Acteur
- 1998 : Comedy Nation
- 2000 : Kevin & Perry
- 2001 : Dog Eat Dog
- 2002 : Frères du désert
- 2003 : Holby City

## Cinéma
- 2008 : Hush (En route vers l'enfer)
- 2012 : La Maison au bout de la rue (House at the End of the Street)
- 2020 : Spell

## Télévision
- 2013 : L'Ombre du harcèlement (Stalkers) (TV)
- 2016 : The Five (Saison 1)
- 2018 : Doctor Who : Le Monument fantôme (The Ghost Monument) et Rosa (TV)
- 2019 : Daybreak (1 épisode)
- 2023 : Doctor Who : L'église de Ruby Road

### Scénariste
- 2018 : Day of the Dead : Bloodline